# جلوكوزامين
الجلوكوزامين (بالإنجليزية: Glucosamine)‏ وتركيبه الكيميائي (C6H13NO5) هو سكر أميني ومحرك هام في التخليق البيوكيميائي للبروتينات والليبيدات الغليكوزيلاتي. الجلوكوزامين هو جزء من هيكل الشستوسان والكيتين عديد السكاريد، الذي يكون الهياكل الخارجية للقشريات والمفصليات الأخرى، والجدر الخلوية في الفطريات والعديد من الكائنات الراقية. ويعتبر الجلوكوزامين واحد من أكثر أحاديات السكريات المتوفرة. وينتج تجاريا من قبل التحلل المائي للهياكل الخارجية للقشريات، أو بطريقة أقل شيوعاً عن طريق تخمير حبوب مثل الذرة أو القمح. May 2009[بحاجة لمصدر] يعتبر واحد من أكثر المنتجات الشائعة الاستخدام التي تكون غير فيتامينية، وغير معدنية، وطبيعية ويتم استخدامها من قبل البالغين كدواء تكميلي أو بديل في الولايات المتحدة الأمريكية.

## الكيمياء الحيوية
تم تحضير الجلوكوزامين لأول مرة في عام 1876 من قبل الدكتور جورج ليدرهوس عن طريق التحلل المائي للكيتين مع حمض الهيدروكلوريك المركز. ولم يتم تعريف الشكل الفراغي له حتى عام 1939 من خلال عمل والتر هاوورث. يوجد د- جلوكوزامين في الطبيعة على هيئة جلوكوزامين 6 فوسفات، وهو دليل بيوكيميائي على كل السكريات التي تحتوي على نتروجين. ويخلق الجلوكوز-6-فوسفات على وجه التحديد من فركتوز 6 فوسفات وجلوتامين  كخطوة أولى لمسار تخليق الهيكسوسامين. والمنتج النهائي لهذا المسار هو UDP-N- اسيتيل جلوكوزامين (UDP-GlcNAc), الذي يستخدم بعد ذلك لصنع الجليكوزامينوجليكان، والبروتيوغليكان، والجليكوليبيد.
وبما أن تكوين الجلوكوزامين 6 فوسفات يعتبر أول خطوة في التخليق كما تشكيل الغلوكوسامين 6 فوسفات هو الخطوة الأولى لتركيب هذه المنتجات، قد يكون من المهم الجلوكوزامين في تنظيم إنتاجها، إلا أن الطريقة التي hexosamine الممر الحيوي هو فعلا للتنظيم، وعما إذا كان هذا قد يكون متورطا في المساهمة إلى الأمراض التي تصيب الإنسان لا يزال غير واضح.

## الآثار الصحية
يشيع استخدام الجلوكوزامين الذي يأخذ عن طريق الفم في علاج هشاشة العظام. وحيث أن الجلوكوزامين يعتبر أساسي للجليكوزامينوجليكان، والجليكوزامينوجليكان يعتبر مكون رئيسي في الغضروف المفصلي، فان الإمداد بالجلوكوزامين يمكن أن يساعد في الوقاية من تدهور الغضاريف وعلاج التهاب المفاصل.يبدو أن استخدامه كعلاج لهشاشة العظام آمن، ولكن هناك أدلة متضاربة حول مدى فعاليته. وجد التحليل التجميعي لكوشران عام 2005 لتأثير الجلوكوزامين على هشاشة العظام أن تحضيرات «روتا» فقط (بما في ذلك الدراسات القديمة) لها تأثيرات نافعة للألم والاختلال الوظيفي. كما وجدت أيضاً انه عندما اخذت الدراسات التي تستخدم التصميم عالي الكفاءة فقط في الاعتبار، لم يكن هناك أي تأثير فوق الدواء البديل. وبالإضافة إلى ذلك، كشف التحليل المخبري للجلوكوزامين أنه يثبط خصائص خلية الغضروف. استخدمت الدراسات التي ذكرت تأثير المنفعة كبريتات الجلوكوزامين. أحياناً مايستخدم الكوندريتون في الارتباط، وتشير الدراسات على الحيوانات تشير إلى أن شوندروتن قد تزيد فعاليته. وجدت محاولتان عشوائية حديثة، مزدوجة التعمية محكمة، أنه لايوجد تأثير وراء الدواء البديل في تخفيف الآلام، في حين أن هناك محاولة وجدت تأثير وراء الدواء البديل.

### الاستخدام
تعتبر الجرعة النموذجية لملح الجلوكوزامين هي 1500 مللي جرام يومياً. يحتوي الجلوكوزامين على مجموعة أمينية موجبة الشحنة في PH فسيولوجية، ويمكن أن يختلف الأنيون في الملح. 
عادة ماتكون الصيغة الصلبة من الجلوكوزامين هي كبريتات الجلوكوزامين وهيدروكلوريد الجلوكوزامين. سوف تعتمد كمية الجلوكوزامين الموجودة في 1500 ملغ من ملح الجلوكوزامين على أي أنيون يكون موجود وما إذا كانت الأملاح الإضافية متضمنة في حسابات المصنعين. 
غالباً مايوجد الجلوكوزامين في صورة صلبة مع مكملات أخرى مثل كبريتات الكوندروتن والميثيل سلفونيل ميثان. على مايبدو أن الجلوكوزامين والكوندريتون "مرشحين ضعفاء للامتصاص عبر الجلد، ولكن يبدو أن مستقلب الجلوكوزامين N-اسيتيل-D جلوكوزامين (NAG) مرشح أفضل. ويقوم الإيثانول وثنائي الميثيل سلفوكسيد (DMSO) بتعزيز قدرة الـ NAG على اختراق الجلد. يستخدم الـ DMSO في المساعدة في توصيل العقاقير في الرعاية البيطيرية، ولكنه لم يتم الموافقة عليه للاستخدام على البشر.
الجلوكوزامين هو دواء شعبي بديل يستخدم من قبل المستهلكين لعلاج التهاب المفاصل.
يستخدم الجلوكوزامين على نطاق واسع أيضاً في الطب البيطري كغير منظم ولكنه مكمل مقبول على نطاق واسع.
تعتمد الاستخدامات الأخرى في معظمها على تقليد لم يتم اختباره تماماً، ولم يتم إثبات سلامتها وفعاليتها باستمرار في اختبار double blind جدي. يمكن أن تكون بعض هذه الظروف خطيرة ويجب أن تقيم عن طريق مقدم من الرعاية الصحية. تشمل هذه مثبطات المناعة، وأمراض المناعة الذاتية، وترقق العظام، والألم، والصدفية، وتجديد الجلد والاكتئاب وآلام العضلات الليفية والاصابات الرياضية وآلام الظهر، ونزيف دوالي المريء (الأوعية الدموية في المريء)، والإيدز والسرطان وفشل القلب الاحتقاني، وحصى الكلى، والصداع النصفي، والتشوهات spondylosis، والتهاب الفقار اللاصق، وعامل موضعي hypopigmenting، والتئام الجروح. [بحاجة لمصدر]

### الأمان
أقرت الدراسات العلاجية باستمرار أن الجلوكوزامين يبدو آمن.

#### الحساسية
يجب على الأشخاص الذين يعانون من حساسية المحار أن يتجنبوا استخدام الجلوكوزامين، حيث إنه يُستخرج من المحار، وبما أنه يستخرج من صدف هذه الحيوانات في حين أن الحساسية تكمن في لحمها، فمن الممكن أن يكون آمنًا حتى بالنسبة لهؤلاء الذين يعانون من الحساسية ضد المحار. تعتبر المصادر البديلة التي تستخدم التخمير الفطري متاحة.

#### أيض الجلوكوز
هناك مصدر آخر للقلق وهو الجلوكوزامين الإضافي حيث يمكن أن يتعارض مع مرض السكري عن طريق التداخل مع التنظيم الطبيعي لمسار تخليق الهيكسوسامين،  ولكن التحقيقات العديدة لم تجد أي دليل على حدوث مثل ذلك. يلخص الاستعراض الذي قام به أندرسون وآخرون. في عام 2005 آثار الجلوكوزامين في أيض الجلوكوز في الدراسات المختبرية، وآثار تناوله عن طريق الفم بجرعات كبيرة في الحيوانات وآثار مكملاته مع الجرعات الطبيعية الموصى بها للبشر، مستخلصين أن الجلوكوزامين لايسبب الحساسية المفرطة تجاه الجلوكوز ولايوجد له آثار موثقة على أيض الجلوكوز. وتجدر الإشارة إلى أن في هذا الاستعراض الخاص تم تمويل القائمين على العمل من قيا كارجيل، وإنكوربوريتد، وايديفيل، أي ايه، مصنعين الجلوكوزامين كما تم ذكره في جزء التعريف في الورقة. وخلصت الدراسات الأخرى التي أجريت في حالات النحافة أو السمنة إلى أن الجلكوزامين الذي يؤخذ عن طريق الفم بجرعات قياسية لايسبب سوءا في مقاومة الأنسولين أو اختلال الأغشية الوظيفي.

#### الرقابة التنظيمية

##### الولايات المتحدة الأمريكية
لم يتم الموافقة على الجلوكوزامين في الولايات المتحدة من قبل هيئة الغذاء والعقاقير للاستخدام الطبي في البشر.وحيث أنه تم تصنيفه على أنه مكمل غذائي في الولايات المتحدة، فان المصنعين هم الجهة الوحيدة المسؤولة عن السلامة والصياغة، ولايتطلب دليل على الأمان والكفاءة طالما أنه لم يتم الإعلان عنه كعلاج لحالة طبية. تقوم معاهد الصحة القومية في الولايات المتحدة حالياً بدراسة عن الجلوكوزامين كمكمل غذائي في حالات السمنة المفرطة، لأن هذه الفئة من السكان قد تكون حساسة بشكل خاص لأي تأثيرات للجلوكوزامين على مقاومة الأنسولين.

##### أوروبا
يعتبر الجلوكوزامين مصدق عليه كدواء طبي في أوروبا ويباع على هيئة كبريتات الجلوكوزامين. في هذه الحالة، يكون مطلوب أدلة على سلامة وفعالية الاستخدام الطبي للجلوكوزامين وتوصية العديد من المبادئ التوجيهية باستخدامه كعلاج فعال وآمن لالتهاب المفاصل.
منحت فرقة العمل التابعة للجنة الاتحاد الأوروبي لمكافحة الروماتيزم (EULAR) كبريتات الجلوكوزامين مستوى للسمية وهو 5 على تدريج 0-100،  كما أكدت توجيهات OARSI (جمعية بحوث التهابات المفاصل الدولية) لالتهاب مفاصل الركبة والورك سلامته الممتازة.

### تفاعل الدواء في الجسم وتفاعله مع الأدوية الأخرى
أكدت دراستان اثنتان من الدراسات الحديثة أن الجلوكوزامين متفاعل بشكل منتظم نظامياً وفي موقع التفاعل (المفاصل) بعد تناول كبريتات الجلوكوزامين عن طريق الفم في مرضى التهابات المفاصل. كانت الحالة الثابتة لتركيز الجلوكوزامين في البلازما والسائل الزلالي متعلقة وفي تواصل مع هذه الفعالة في الدراسات المخبرية المختارة.

### آليات العمل
يمكن أن تكون الآثار المحتملة لكبريتات الجلوكوزامين في المرضى الذين يعانون من التهاب المفاصل نتيجة لنشاطه ضد الالتهابات،  وتحفيز تخليق البروتوجليكانات،  والتقليل في النشاط التكسيري للـ chondrocytes مثبطاً تخليق انزيمات التحلل البروتيني والمواد الأخرى التي تشارك في تحطيم سائل الغضروف وتسبب موت chondrocytes المفصلية.

### الدراسات الطبية
هناك العديد من المحاولات الطبية على استخدام الجلوكوزامين كعلاج طبي لالتهاب المفاصل، ولكن النتائج كانت متعارضة. وأدت كل الدلائل المؤيدة والمعارضة على كفاءة الجلوكوزامين إلى جدل بين الأطباء حول ما إذا كانوا سيوصون بعلاج مرضاهم بالجلوكوزامين.
أظهرت العديد من التجارب الطبية عام 1980و 1990، التي تمت تحت رعاية صاحب براءة الاختراع الأوروبي، روتافارما، منفعة للجلكوزامين. ومع ذلك، كانت كفاءة هذه الدراسات ضعيفة نظرا للقصور في أساليبها، متضمنة الحجم الصغير، والمدة القصيرة، والتحليل الضعيف للتسرب، والطرق غير الواضحة للعمى.
قامت روتافارم بعد ذلك برعاية اثنين كبار (ع الأقل 100 مريض في المجموعة)، لمدة ثلاث سنوات، وهي محاولات طبية يسيطر عليها بلاسيبو للعلامة التجارية لروتافارم لكبريتات الجلوكوزامينوأظهرت هاتان الدراساتان منفعة واضحة جدا للعلاج بالجلوكوزامين. ولم يكن هناك تحسن في الأعراض فقط ولكن كان هناك تحسن أيضا في مساحة المفاصل الضيقة على الصور الشعاعية. 
مما يشير ذلك إلى أن الجلوكوزامين، على عكس مسكنات الآلام مثل NSAIDs، يمكن أن يساعد بالفعل في الوقاية من تدمير الغضروف وهو السمة المميزة لالتهاب المفاصل.
من ناحية أخرى، أجريت دراسات عديدة لاحقة، غير تابعة لروتافارم، ولكنه أصغر وأقصر، ولم تجد أي منفعة من الجلوكوزامين. قيمت بعض الاستعراضات وتحليلات الميتا كفاءة الجلوكوزامين، بسبب هذه النتائج المتضاربة.
قام ريتشي وآخرون بعمل تحليل تجميعي للمحاولات الطبية العشوائية عام 2003 ووجدوا فعالية للجلوكوزامين على آلام VAS وWOMAC، ومؤشر Lequesne وتنقل VAS والتحمل الجيد.
مؤخرا، خلص استعراض برويار وآخرون، عن استخدام الجلوكوزامين وكبريتات الكوندريتون في علاج التهابات الركبة والورك، أن كلا من المنتجين يعملان كأنهم علاجات قيمة لأعراض مرض التهاب المفاصل مع بعض آثار تعديل الهيكل المحتملة.
دفع هذا الوضع المعاهد القومية للصحة أن تقوم بتمويل دراسة طبية كبيرة في مراكز متعددة (دراسة GAIT) دارسين الألم المذكور في التهاب المفاصل في الركبة، مقارنين بمجموعات تتعالج بالكوندروتين سلفات، والجلوكوزامين، والاثنان معاً، وكذلك البلاسيبو والسيليكوكسيب. ووجدت النتائج بعد 6 أشهر من الدراسة أن المرضى الذين كانوا يأخذون الجلوكوزامين HCI، أو كبريتات الكوندروتين، أو مجموعة من الاثنين لم يظهروا أي تحسن ملحوظ إحصائياً في الأعراض مقارنة بالمرضى الذين يأخذون البلاسيبو. أما المجموعة التي كانت تأخذ سيليكوكسيب وجد فيها تحسن إحصائي ملحوظ في أعراضهم.
وتشير هذه النتائج إلى أن الجلوكوزامين والكوندروتن لايسكنان الآلام بطريقة فعالة في المجموعة الكلية لمرضى التهاب المفاصل، ولكن يجب توخي الحذر لأن معظم المرضى كانوا مصابين بآلام بسيطة (وبالتالي هناك هوامش ضيقة لتقييم تحسن الألم) وبسبب الاستجابة غير المعتادة للبلاسيبو في الدراسة (60%).ومع ذلك، أشارت التحليلات الاستكشافية لمجموعة فرعية من المرضى أنه عندما يتم أخذ الدوائين مجتمعين (الجلوكوزامين وكبريتات الكوندروتن) يمكن أن يكون أكثر أهمية في الفاعلية من البلاسيبو (79.2 ٪ مقابل 54 ٪ ؛ p = 0.002) وأعلى بنسبة 10 % من الكونترول الموجب، في المرضى التي تم تصنيف حدة مرضهم من متوسط إلى شديد (انظر إلى فروض الاختبار المقترحة بواسطة البيانات).
في افتتاحية مرفقة، ذكر دكتور مارك هوشبرج أيضاً أنه «من المحبط أن القائمين على GAIT لم يستخدموا كبريتات الجلوكوزامين... حيث أن النتائج كانت سوف تأتي بمعلومات هامة والتي كانت من الممكن أن تفسر جزئياً الاختلاف في الدراسات المستعرضة من قبل توهييد وطلابه»  ولكن لم يتم تقاسم هذا القلق مع الصيادلة في PDR الذين قالوا، «لايبدو أن الأنيون المعاكس لملح الجلوكوزامين (بمعنى. الكورايد أو السلفات) يلعب أي دور في عمل أو التركيب الدوائي للجلوكوزامين». وعليه، فإن مسألة فعالية الجلوكوزامين لا يمكن حلها دون مزيد من التحديثات أو المحاولات.
في هذا الصدد، عينت دراسة مزدوجة التعمية, لمدة 6 أشهر، متعددة المراكز لتقييم كفاءة كبريتات الجلوكوزامين 1500 ملغ مرة واحدة يوميا مقارنة مع دواء البلاسيبو واسيتامينوفين في المرضى الذين يعانون من التهاب في عظام الركبة (دراسة جايد).وأظهرت النتائج أن كبريتات الجلوكوزامين حسنت من مؤشر Lequesne algofunctional بشكل ملحوظ مقارنة مع دواء البلاسيبو والكونترول الموجب. كانت التحليلات الثانوية، بما فيها مؤشرات مستجيب OARSI، مواتية بشكل ملحوظ لكبريتات الجلوكوزامين.
خلصت التحليلات التجميعية للدراسات المحكمة العشوائية، بما في ذلك دراسة NIH بواسطة كليج، أن الهيدروكلوريد غير فعال وبالتالي فهناك اختلاف كبير جدا بين الدراسات على كبريتات الجلوكوزامين لاستخلاص النتائج.
وردا على هذه الاستنتاجات، يشير دكتور. ج- ي ريجينستر في افتتاحية مرفقة أن القائمين على الدراسة فشلوا في تطبيق مبادئ مراجعة منهجية سليمة للتحليل التجميعي، ولكن بدلا من ذلك وضعوا نواتج كفاءات مختلفة مع بعضها وتصاميم دراسات عن طريق خلط أربعة أسابيع من الدراسات مع ثلاثة سنين من المحاولات، والحقن العضلي/الحقن الوريدي مع الجرعات الفموية، وذكرت الدراسات الصغيرة قليلة الكفاءة في بداية عام 1980 مع دراسات عالية الكفاءة في 2007.
ومع ذلك، توصي OARSI في الوقت الراهن (جمعية بحوث التهابات المفاصل الدولية) بالجلوكوزامين كثاني أكثر دواء تأثيراً لحالات التهاب المفاصل المتوسطة. بالمثل، منحت جامعة الدول الأوروبية لمكافحة الروماتيزم المبادئ التوجيهية للتدريب على التهاب مفاصل الركبة كبريتات الجلوكوزامين مؤخرا أعلى مستوى من البرهنة، 1A، وقوت التتوصية، A.
كشفت دراسة صغيرة عام 2009 أن الجلكوزامين يقلل من تحول الغضروف في مرضى التهاب المفاصل كاستجابة للتدريب البدني.

## الروابط الخارجية
- مقالة الجلوكوزامين، مايو كلينيك
- معلومات عامة عن الجلوكوزامين والكوندريتون سلفات من مؤسسة التهاب المفاصل.
- «تخليق UDP - N-acetylglucosamine الحيوي»، مخطط يحتوي على تسميات IUBMB ووصلات.
- ملخص PDR  للصحة للمعلومات عن عقاقير الجلوكوزامين من الناشرين من مرجع مكتب الطبيب.
- «جلوكوزامين / Chondroitin التهاب المفاصل المحاولات المتداخلة (GAIT) ،» ClinicalTrials.gov التسجيل والمعلومات.
- «آثار جلوكوزامين الفموي على نشاط الانسولين عن طريق الفم والأوعية الدموية في الناس الطبيعية والبدناء ،» ClinicalTrials.gov المعلومات.
- «اخبار NIH : فعالية الجلوكوزامين والكوندرويتن سلفات قد يتوقف على مستوى الألم في التهاب المفاصل»، الأربعاء، فبراير 22، 2006.
- «جلوكوزامين وChondroitin لالتهاب المفاصل : المنافع من غير المحتمل»، موجز للتعليق على نتائج البحوث، بما في ذلك GAIT.